# Henrik Venant
Henrik Venant, född 5 mars 1958, var en av förgrundsfigurerna i Lunds musikliv under slutet av 1970-talet när punken slog igenom i Sverige.  Det stora genombrottet var LP:n Sång, dans, sex (1981) med TT Reuter. Han spelade och sjöng i flera olika band, arrangerade konserter och startade skivbolaget Heartwork som han fortfarande driver. Han har arbetat som ljudtekniker på Smålands nation i Lund. Henrik Venant har tonsatt dikter av Karin Boye, Gustaf Fröding och Hjalmar Gullberg. 
Tillsammans med frilansskribenten Jonas Thornell har han uppträtt för Svenska kyrkan samt SKUT – Svenska kyrkan i utlandet. Venant har även jobbat musikaliskt tillsammans med Ebbot Lundberg och Freddie Wadling. Han har tillsammans med Jonas Thornell erhållit bidrag från Svenska Akademien för att sprida Karin Boyes, Gustaf Frödings och Hjalmar Gullbergs poesi utanför Sveriges gränser. Han har uppträtt i Belgien, Danmark, Island, Frankrike, Storbritannien, Tyskland och USA.
Några av de mest kända band som Venant varit medlem i är TT Reuter, Underjordiska Lyxorkestern och Pojken med grodan i pannan. Henrik Venant är numera ordförande i Hjalmar Gullberg-institutet.

## Grupper
- New Bondage
- TT Reuter
- Underjordiska Lyxorkestern
- Henrik Venant & Lyxorkestern
- Pojken med grodan i pannan
- Hell BC

## Soloalbum
- Shangle (2002)
- Zinedine (2004)
- 1958 (2005)